# Locomotiv GT
Locomotiv GT (často zkracováno jako LGT) byla maďarská rocková skupina, která byla založena v roce 1971. Je to jedna z nejvýznamnějších skupin maďarské rockové hudby a ve své době byla velmi dobře známá i v tehdejším Československu.

## Historie
Skupina vznikla 6. dubna 1971 v Budapešti. Zakládající členové byli známí hudebníci: Gábor Presser (autor, klávesista a zpěvák, bývalý člen známé skupiny Omega), bubeník József Laux, (baskytarista) Károly Frenreisz (bývalý člen skupiny Metro) a sólový kytarista Tamás Barta (přišel ze skupiny Hungária). Žena J. Lauxe - Anna Adamis byla neoficiálním pátým členem skupiny. Velmi často spolupracovala s Pressererm na tvorbě nových písniček.
Jejich první koncert se konal v červenci v parku Buda. V srpnu následoval první singl s písničkou Boldog vagyok („Jsem šťastný“) a Ha volna szíved („Kdybys měla srdce“). V říjnu společně s Tolcsvay Trió otevírali klub a v listopadu byli pozváni na World Popular Song Festival v Tokiu se svou úspěšnou skladbou Ezüst nyár (v angličtině pod titulem „Stříbrné léto“). Na festivalu zahráli anglickou verzi písničky Érints meg („Dokýkej se mě“).
V prosinci 1971 vydali své první album. Na domácí hudební scéně byli chápáni stále jako hudební experiment a nebyli tak úspěšní jako v zahraničí. Tam byli populárnější, zvlášť poté, co se o nich zmínil hudební časopis New Musical Express. V květnu 1972 byli pozváni na hudební festival Great Western Express Festival v Anglii, Zahráli si tam vedle takových skupin jakou jsou Genesis, Beach Boys, Joe Cocker a Faces.
Na podzim 1972 vydali druhé album Ringasd el magad („Rockuj si sám “), které bylo nahráváno v Londýně. Následoval singl Szeress nagyon („Miluj mě moc“).
Skupina byla požádána, aby napsala muzikál. Frenreisz se nechtěl na práci účastnit, ze skupiny odešel a založil si vlastní formaci Skorpió. V kapele LGT ho nahradil Tamás Somló, který původně hrál ve skupině Omega. Vznikl muzikál Pomyslná reportáž o americkém pop-festivalu na motivy románu maďarského spisovatele Tibora Déryho, měl velký úspěch a hrál se v pěti zemích.
Skupina se v mezinárodním měřítku prosadila v roce 1974. Na jejich desce „Locomotiv GT“ na harmoniku hrál Jack Bruce a skupina podnikla turné po severní Americe a Evropě.

## Diskografie

### Maďarsky
- Locomotiv GT (prosinec 1971)
- Ringasd el magad (1972)
- Bummm! (1973)
- Mindig magasabbra (1975)
- Locomotiv GT V. (1976)
- Zene – Mindenki másképp csinálja (1977)
- Mindenki (1978)
- Loksi (1980)
- Locomotiv GT X. (1982)
- Ellenfél nélkül (1984)
- 424 – Mozdonyopera (1997)
- A fiúk a kocsmába mentek (2002)

#### V zahraničí
- Locomotiv GT (Argentina, 1973)
- Ringasd el magad (jako Locomotiv GT; Československo, 1973)
- Mindig magasabbra (SRN, 1976)
- Mindenki (Československo, 1979)
- Todos (Španělsko, 1980)

### Anglicky
1. Locomotiv GT (1973, obsahuje skladby z prvních tří alb, v UK a USA vydáno v roce 1974)
2. All Aboard (1975, navazuje na předchozí album, v UK a USA nikdy nevyšlo)
3. Locomotiv GT in Warsaw (1975,nahráno v Polsku)
4. Motor City Rock (1976, nahráno v Praze, vyšlo bez titulu)
5. Locomotiv GT (1980, nahráno v Maďarsku, bez titulu, exportováno do SRN a Švédska)
6. Too Long (1983, anglická verze Locomotiv GT X., natočeno v Budapešti a Londýně, vyšlo v UK)
7. Boxing (1985, skladby ze singlu Elsö magyar óriás kislemez (1984) a z alba Ellenfél nélkül (1985),bylo zakázáno)
8. Locomotiv GT '74 USA (1988, remixovaná a sestříhaná verze All Aboard, zkompilovaná J.Lauxem v Budapešti 1987)

### Singly v Maďarsku
1. Boldog vagyok / Ha volna szíved (1971)
2. Érints meg / Kenyéren és vízen (1971)
3. Szeress nagyon / Csak egy szóra (1972)
4. Hej, gyere velem / Csavargók angyala (1973)
5. Segíts elaludni / Mindig csak ott várok rád (1973)
6. Belépés nemcsak tornacipőben! - Mindenki másképp csinálja / Mozdulnod kell (1978)
7. Annyi mindent nem szerettem / Pokolba már a szép szavakkal / Miénk ez a cirkusz / Veled, csak veled (double single, 1979)
8. Első magyar óriás kislemez (1984)

### Singly v zahraničí
1. Touch Me, Love Me, Rock Me / Silver Summer (1971)
2. Serenade / Give Me Your Love
3. Hilf mir einzuschlafen / Ich wart' auf dich irgendwo (NDR, 1973.)
4. Rock Yourself / Serenade (To My Love If I Had One) (USA, 1974)
5. She's Just 14 / Free Me (USA, 1974)
6. Ringasd el magad / The World Watchmaker (Polsko, 1973/1974
7. Higher And Higher / Lady of the Night